# Betxí
Betxí (Bechí in castigliano) è un comune spagnolo di 5 763 abitanti situato nella comunità autonoma Valenciana.